# Plaza de Fuente Dorada
La plaza de Fuente Dorada es un espacio público situado en la zona centro de la ciudad de Valladolid, en España.

## Historia
Su trazado se remonta al siglo XIII, cuando en la zona también se proyectó la plaza del Mercado (hoy plaza Mayor). El espacio sirvió para el intercambio comercial de bienes, de esta actividad es como se le conoció en 1603, La Gallinería Vieja, ya que se despachaban aves de corral ya muertas.
Ya en el siglo XVII se le conoció como la plaza de la Fuente Dorada, por su fuente de bronce dorado allí instalada en 1616, obra de Diego de Praves, y que llevaba agua fresca por el viaje de Argales. Esta fuente fue reemplazada en más de una ocasión. En 1997 se realizó la remodelación que actualmente luce, la fuente de los oficios y las estaciones. La anterior estructura con farolas fue reinstalada en el centro de la plaza de la Trinidad.
En 2011 fue el lugar escogido por el movimiento 15-M en Valladolid para realizar sus protestas pacíficas.

## Descripción
La zona, de trazado triangular e irregular, está rodeada de soportales que se conocieron por el nombre de los oficios que allí se ejercían. Así mismo luce en el centro una fuente monumental denominada Alegoría de los gremios, con esculturas de los principales oficios que se practicaban en la zona: alfareros, lavanderas, aguadoras, lanceros, plateros... Estas imágenes, distribuidas hacia los puntos cardinales, se intercalan con alegorías a las cuatro estaciones.

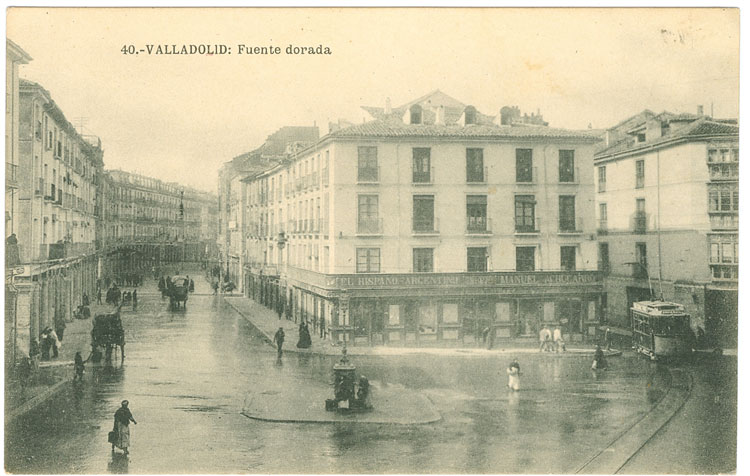
Fotografía antigua de la plaza. Se aprecia una de las fuentes que se instalaron para abastecer de agua a la zona
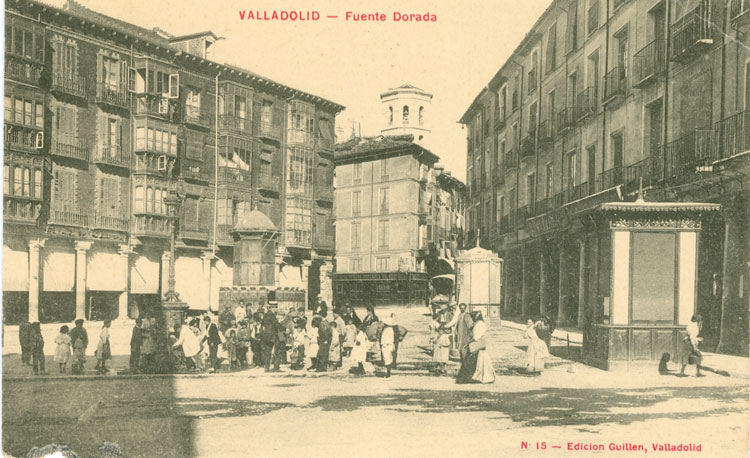
Otra fotografía antigua. Se observa otros elementos añadidos: dos kioskos. Al fondo la torre de la Catedral de Valladolid
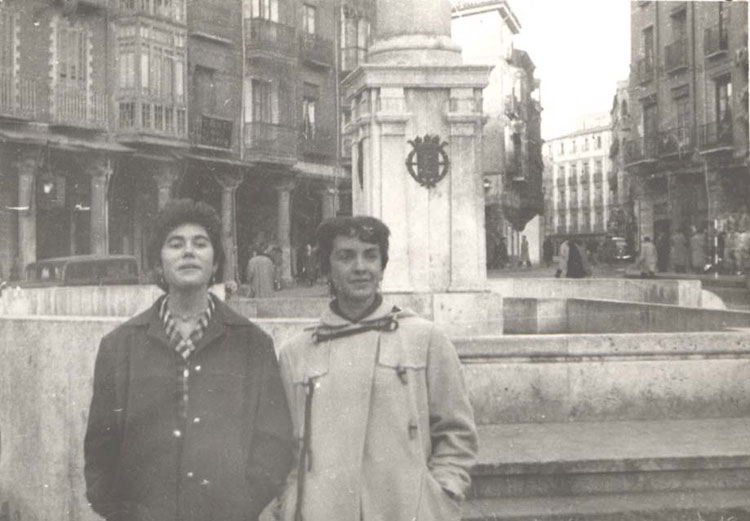
Fotografía de dos mujeres delante de la fuente en la plaza de Fuente Dorada
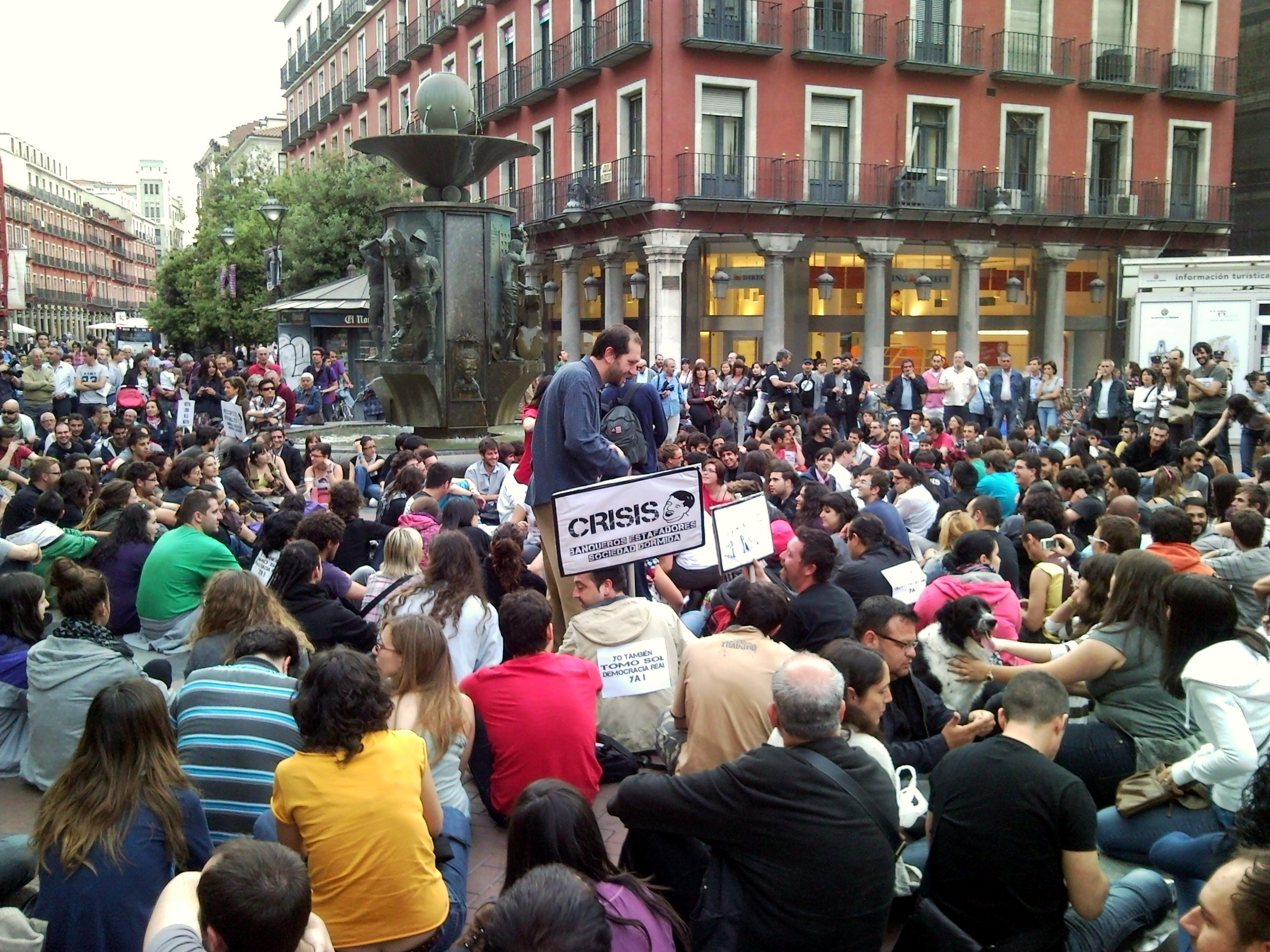
Movimiento 15-M en Valladolid, concentrándose en la Plaza de Fuente Dorada (2011).
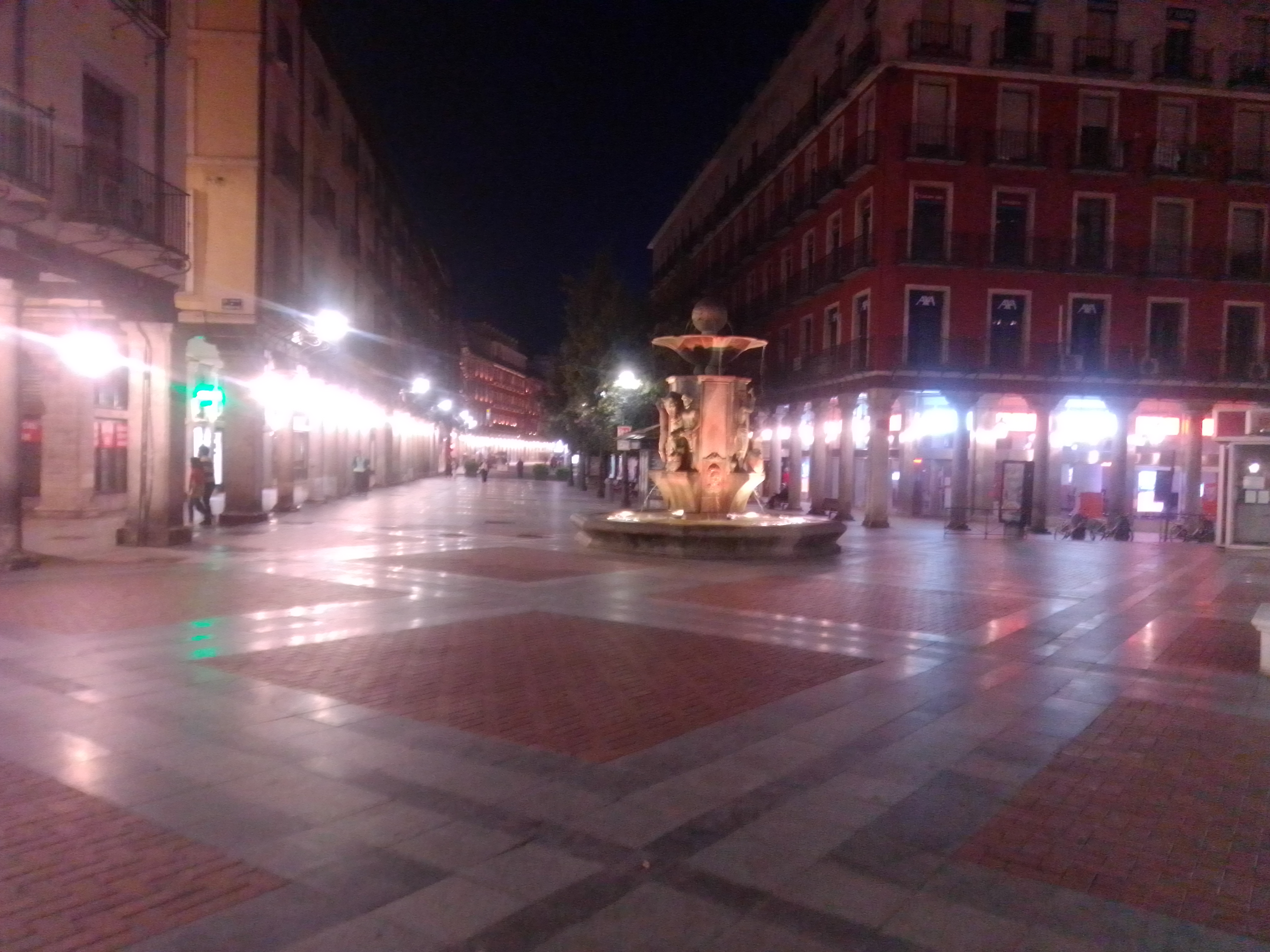
La plaza vacía durante la desescalada de la cuarentena de España de 2020 durante la pandemia de COVID-19.